# Christian Lofthuus
Christian Lofthuus, Christian Jensen Lofthuus, (* 1750 in Risør; † 13. Juni 1797 im Gefängnis der Festung Akershus) war ein norwegischer Bauernführer.
Lofthuus war der bedeutendste Bauernführer Norwegens und leitete den nach ihm benannten Bauernaufstand, den größten in der Zeit der dänisch-norwegischen Union.

## Leben
Lofthuus war ein uneheliches Kind. Der Vater war wahrscheinlich der Matrose Jens Jensen Falk aus Jütland (* ca. 1732), die Mutter Tarjer Kittelsdatter Lofthus (1719–1766). Am 27. Januar 1774 heiratete er Else Sofie Nilsdatter Homborøy (1752–1812), Tochter des Bauern Nils Olsen Dannevig und dessen Frau Guri Omundsdatter.
Die Mutter zog nach der Geburt ihres Sohnes auf ihren heimatlichen Bauernhof Lofthus in der Nähe von Lillesand. Dort wuchs er in geordneten Verhältnissen auf. Die mütterliche Familie hatte mit Grundstücksspekulationen, Sägewerk und Schifffahrt einiges Vermögen erworben. Christian Lofthuus war selbst ein tüchtiger Bauer. 1773 übernahm er den Hof Lofthus, für den er weiteres Land urbar machte. Dafür erhielt er von der „Det Kongelige Norske Videnskabers Selskab“ in Trondheim eine Silbermedaille; und 1781 erhielt er von dieser Gesellschaft die höchste Auszeichnung für Landwirtschaft. Aber er war auch ein auswärtiger Stadtbürger. Er besaß eine Sägemühle, hatte Schiffsanteile und ließ Schiffe nach Dänemark und Großbritannien fahren.
Dass er gleichwohl Bauernführer werden konnte, liegt daran, dass die Bürger der großen Handelsorte mit ihrem Handelsmonopol oft in Konflikt mit den auswärtigen Bürgern gerieten. So kam Lofthuus Anfang der 1780er Jahre in einen Rechtsstreit mit den Kaufleuten in Arendal, weil er Korn von Dänemark eingeführt hatte. Er gewann den Prozess, weil es alte Privilegien gab, die es den norwegischen Bauern der Küstenorte in Aust-Agder und den dänischen Strandbewohnern in Vendsyssel-Thy erlaubten, wechselseitig mit kleinen Schiffen Handel zu treiben und Holz und Eisen gegen Korn und Lebensmittel zu tauschen. Dem Anschein nach legte dieser Kampf um die Privilegien den Grundstein für seine Entwicklung zum Bauernführer.
Sein Erfolg lag allerdings darin, dass er den Bauern die damals moderne Organisationskultur brachte. Die Bauern entwickelten ein Programm, das die Machtverhältnisse zwischen Bauern und den übrigen Schichten, den Beamten und dem Bürgertum verändern sollte. Die Bauern verfassten viele schriftliche Klagen gegen die Obrigkeit, den Stiftamtmann, die Geistlichen, die Sorenskriver, die Vögte und deren Hilfsbeamten. Die Klagen betrafen zumeist überhöhte Sporteln und andere gesetzwidrige Entgelte für Amtsverrichtungen. Der Stiftamtmann wurde bezichtigt, zu hohe Steuern und Abgaben einzuziehen. Andere Kaufleute verwendeten die Schuldenfesseln der Bauern, den Preis für gelieferte Holzkohle herab- und den Preis für Lebensmittel heraufzusetzen. Außerdem verlangten die Bauern die Aufhebung des dänischen Kornmonopols und freien Holzhandel. Allerdings gelangen den Bauern oft auch wechselnde Allianzen mit Kaufleuten bei ihren Klagen gegen Fabrikanten und umgekehrt.
Die Bauern kamen ihren Zielen durchaus näher. Lofthuus hatte im Juni und Juli 1786 jeweils eine Audienz beim Kronprinz und hatte nach eigener Aussage einen königlichen Auftrag, nach der Heimreise die Klagen mit Beweisen zu untermauern. Der Aufstand erfasste allmählich Agder und Telemark. Dass ein ganzer Landesteil hinter einem Aufstand stand, war etwas Neues. Der Auftakt dazu war bereits 1784 mit den Klagen aus Telemark gewesen. Der dortige Bauernführer Øystein Ingolfsland aus Tinn brachte die Zusammenarbeit mit Lofthuus zustande. Er organisierte mit Lofthuus 1787 Reisen von Bauerndelegierten aus Telemark nach Kopenhagen, um die Klagen gegen die Geistlichkeit vor den Thron zu bringen. Der Aufstand eines ganzen Landesteils brachte die Regierung zu einem Entgegenkommen: 1786 wurde die so genannte „Lofthuus-Kommission“ eingesetzt, die aus Richtern, darunter Envold de Falsen, und den höchsten Beamten des Landes bestand. Später kamen noch viele Unterkommissionen hinzu.
Die Untersuchung der Kommission führte dazu, dass drei Beamte pensioniert oder suspendiert wurden. Die Kaufleute von Arendal wurden verurteilt, 1.000 Kuhwerte Erstattung an die Bauern zu bezahlen. Außerdem wurden neue Regeln für Sporteln, die die Einnahmen der Beamten bestimmten, erarbeitet. Aber bezüglich der Gesamtsituation waren die Verbesserungen nur marginal. Die Preise wurden nur unwesentlich verändert. Lofthuus und andere setzten ihre Klagen auf, reisten im Land umher und sammelten Unterschriften. Außerdem sammelte er Geld, um Delegierte nach Kopenhagen zu entsenden, die dort die Klagen vertreten sollten. Er reiste mit ihnen bis zum Øresund, fuhr aber nicht mehr nach Kopenhagen mit, da bereits ein Haftbefehl gegen ihn ausgestellt war. Seine Begleiter blieben auch dort, da einer der reichsten Kaufleute Kopenhagens, Peter Dahl, der vom Hof Eskedal in Fjære (Aust-Agder) stammte, sie unterstützte. Dieser hatte auch gute Beziehungen zur Zentralverwaltung.
Die nachfolgende Vollstreckung des Haftbefehls führte zu einer breiten Solidarisierung, und der Massenaufstand erschreckte die Beamtenschaft und die Bürger, denn es wurde von mehreren tausend Mann berichtet, und Arendal erlebte eine Invasion. Aber es bestand ein Verbot großer Volksaufläufe, und am Ende wurde der Volksaufstand militärisch niedergeschlagen. Lofthuus wurde im März 1787 in Lillesand, wohin er geflohen war, verhaftet. Die Bauern beantworteten dies mit der Gefangennahme des Vogtes in der Hoffnung eines Austauschs. Aber das Militär erzwang seine Freilassung. Diejenigen, die an der Aktion beteiligt waren, wurden zu Festungsarbeit verurteilt, die meisten zu ein paar Wochen in der Festung Akershus, darunter auch die meisten Verwandten von Lofthuus. Er selbst wurde 1792 zu lebenslanger Festungsarbeit im Eisen verurteilt. Dort starb er 1797.
Die Härte der Strafe ist auch auf die Mutmaßung zurückzuführen, er habe sich selbst zum König Norwegens ausrufen lassen oder Vasall des schwedischen Königs werden wollen. Im Verhör soll er solches zugegeben haben, bestritt es aber im Prozess.
Christian Lofthuus wurde später zu einem Märtyrer der Bauernbewegung und bis ins 19. Jahrhundert ein Symbol für die norwegische Bauernpolitik. Auch Wergeland schrieb am 17. Mai 1838 über Lofthuus im Flugblatt For Menigmand. Et patriotisk Flyveblad (Für den Gemeinen Mann. Ein patriotisches Flugblatt) den Artikel „Almuestalsmanden Kristian Jensen Lofthuus’s Minde“.
Eine Enkelin von Lofthus, Else Sofie Jensdatter, ein Dienstmädchen des Apothekers Reimann, bekam mit Henrik Ibsen, der bei Reimann wohnte, 1846 das uneheliches Kind Hans Jakob, als dieser in Grimstad (1843 oder 1844 bis Frühjahr 1850) gerade die Erzählung Fangen paa Agershuus (unvollendet) über den Lofthuus-Aufstand schrieb.